# Félix van Luxemburg

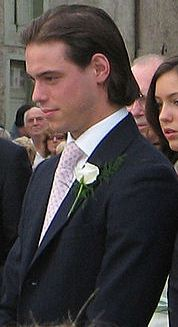
Félix van Luxemburg

Félix Léopold Marie Guillaume (Luxemburg, 3 juni 1984) is de tweede zoon van groothertog Henri van Luxemburg en groothertogin María Teresa. Hij is prins van Luxemburg, prins van Nassau en prins van Bourbon-Parma.

## Jeugd en opleiding
Prins Félix heeft drie broers en een zus: erfgroothertog Guillaume (1981), prins Louis (1986), prinses Alexandra (1991) en prins Sébastien (1992). Zijn peetouders zijn prins Jean van Luxemburg en Catalina Mestre. Prins Félix doorliep de internationale school in Luxemburg en bezocht de Beau Soleil-kostschool te Villars-sur-Ollon in Zwitserland.

## Huwelijk en gezin
Prins Félix leerde de Duitse Claire Lademacher kennen op de kostschool Collège  Alpin International Beau Soleil in Zwitserland. Op 13 december 2012 werd de verloving bekendgemaakt. Het stel huwde op 17 september 2013 voor de wet, op 21 september vond de kerkelijke inzegening plaats. Het echtpaar vestigde zich in Frankrijk, alwaar het stel het wijnlandgoed van de familie Lademacher ging beheren.
Het echtpaar heeft drie kinderen:
- Amalia Gabriela Maria Teresa (15 juni 2014)[3]
- Liam Henri Hartmut (28 november 2016)
- Balthazar Félix Karl (7 januari 2024)